# 14e étape du Tour d'Italie 2020
Pour un article plus général, voir Tour d'Italie 2020.
La 14e étape du Tour d'Italie 2020 se déroule le samedi 17 octobre 2020, sous la forme d'un contre-la-montre individuel entre Conegliano et Valdobbiadene, sur une distance de 34,1 km.

## Parcours
Après six kilomètres en léger faux plat, les coureurs doivent grimper le mur de Ca' del Poggio, qui est une côte de quatrième catégorie comptant pour le classement des grimpeurs. Ils traversent ensuite Pieve di Soligo et se rendent au col San Martino. Après trois kilomètres de descente, les derniers hectomètres sont une pente à 5,5%.

## Déroulement de la course
Filippo Ganna obtient un nouveau succès à l'occasion du deuxième contre-la-montre. Le champion du monde devance de 26 secondes son coéquipier Rohan Dennis et de 1 minute 09 Brandon McNulty. João Almeida et Wilco Kelderman sont dans le Top 10 de l'étape, à 1 minute 31 et 1 minute 47 de Ganna. Rafał Majka termine à 2 minutes 37 du vainqueur. Peio Bilbao, Vincenzo Nibali, Fausto Masnada et Domenico Pozzovivo à environ 3 minutes, Jakob Fuglsang à 3 minutes 13, Patrick Konrad et Jai Hindley à plus de 3 minutes 30. Almeida assoit sa position de leader du classement général, avec désormais 56 secondes d'avance sur Kelderman. Derrière, Bilbao, McNulty, Nibali, Majka et Pozzovivo se tiennent en une vingtaine de secondes, avec 2 minutes 11, 2 minutes 23, 2 minutes 30 et 2 minutes 33 (pour les deux derniers) de retard. Masnada, Konrad et Hindley complètent le Top 10, à plus de 3 minutes du maillot rose, tandis que Geoghegan Hart et Fuglsang restent en embuscade, à moins de 30 secondes de la 10e place.

## Résultats

### Classement de l'étape
| \| Classement de l'étape \| Classement de l'étape \| Classement de l'étape \| Classement de l'étape \| Classement de l'étape \| \| Coureur \| Coureur \| Pays \| Équipe \| Temps \| \| --------------------- \| --------------------- \| --------------------- \| --------------------- \| --------------------- \| \| 1er \| Filippo Ganna \| Italie \| Ineos Grenadiers \| 42 min 40 s \| \| 2e \| Rohan Dennis \| Australie \| Ineos Grenadiers \| + 26 s \| \| 3e \| Brandon McNulty \| États-Unis \| UAE Team Emirates \| + 1 min 09 s \| \| 4e \| Thomas De Gendt \| Belgique \| Lotto-Soudal \| + 1 min 11 s \| \| 5e \| Josef Černý \| Tchéquie \| CCC Team \| + 1 min 16 s \| \| 6e \| João Almeida \| Portugal \| Deceuninck-Quick Step \| + 1 min 31 s \| \| 7e \| Tanel Kangert \| Estonie \| EF Pro Cycling \| + 1 min 33 s \| \| 8e \| Jonathan Castroviejo \| Espagne \| Ineos Grenadiers \| + 1 min 44 s \| \| 9e \| Wilco Kelderman \| Pays-Bas \| Team Sunweb \| + 1 min 47 s \| \| 10e \| Jan Tratnik \| Slovénie \| Bahrain McLaren \| + 2 min 00 s \| |                      |            |                       |              |
| |                      |            |                       |              |
| Source : ProCyclingStats |                      |            |                       |              |
| Classement de l'étape |                      |            |                       |              |
| Coureur | Coureur              | Pays       | Équipe                | Temps        |
| 1er | Filippo Ganna        | Italie     | Ineos Grenadiers      | 42 min 40 s  |
| 2e | Rohan Dennis         | Australie  | Ineos Grenadiers      | + 26 s       |
| 3e | Brandon McNulty      | États-Unis | UAE Team Emirates     | + 1 min 09 s |
| 4e | Thomas De Gendt      | Belgique   | Lotto-Soudal          | + 1 min 11 s |
| 5e | Josef Černý          | Tchéquie   | CCC Team              | + 1 min 16 s |
| 6e | João Almeida         | Portugal   | Deceuninck-Quick Step | + 1 min 31 s |
| 7e | Tanel Kangert        | Estonie    | EF Pro Cycling        | + 1 min 33 s |
| 8e | Jonathan Castroviejo | Espagne    | Ineos Grenadiers      | + 1 min 44 s |
| 9e | Wilco Kelderman      | Pays-Bas   | Team Sunweb           | + 1 min 47 s |
| 10e | Jan Tratnik          | Slovénie   | Bahrain McLaren       | + 2 min 00 s |

### Classements aux points intermédiaires
| Classement intermédiaire no 1 Muro di Ca' del Poggio (km 7,4) | Classement intermédiaire no 1 Muro di Ca' del Poggio (km 7,4) | Classement intermédiaire no 1 Muro di Ca' del Poggio (km 7,4) | Classement intermédiaire no 1 Muro di Ca' del Poggio (km 7,4) | Classement intermédiaire no 1 Muro di Ca' del Poggio (km 7,4) |
|                                                               | Coureur                                                       | Pays                                                          | Équipe                                                        | Temps                                                         |
| ------------------------------------------------------------- | ------------------------------------------------------------- | ------------------------------------------------------------- | ------------------------------------------------------------- | ------------------------------------------------------------- |
| 1er                                                           | Filippo Ganna                                                 | Italie                                                        | Ineos Grenadiers                                              | en 11 min 7 s                                                 |
| 2e                                                            | Rohan Dennis                                                  | Australie                                                     | Ineos Grenadiers                                              | + 1 s                                                         |
| 3e                                                            | Brandon McNulty                                               | États-Unis                                                    | UAE Emirates                                                  | + 5 s                                                         |
| 4e                                                            | João Almeida                                                  | Portugal                                                      | Deceuninck-Quick Step                                         | + 7 s                                                         |
| 5e                                                            | Thomas De Gendt                                               | Belgique                                                      | Lotto-Soudal                                                  | + 10 s                                                        |
| 6e                                                            | Tanel Kangert                                                 | Estonie                                                       | EF Pro Cycling                                                | + 20 s                                                        |
| 7e                                                            | Wilco Kelderman                                               | Pays-Bas                                                      | Sunweb                                                        | + 21 s                                                        |
| 8e                                                            | Josef Černý                                                   | Tchéquie                                                      | CCC Team                                                      | + 23 s                                                        |
| 9e                                                            | Ilnur Zakarin                                                 | Russie                                                        | CCC Team                                                      | + 25 s                                                        |
| 10e                                                           | Fausto Masnada                                                | Italie                                                        | Deceuninck-Quick Step                                         | + 27 s                                                        |
| modifier                                                      |                                                               |                                                               |                                                               |                                                               |

| Classement intermédiaire no 2 Pieve di Soligo (km 17,1) | Classement intermédiaire no 2 Pieve di Soligo (km 17,1) | Classement intermédiaire no 2 Pieve di Soligo (km 17,1) | Classement intermédiaire no 2 Pieve di Soligo (km 17,1) | Classement intermédiaire no 2 Pieve di Soligo (km 17,1) |
|                                                         | Coureur                                                 | Pays                                                    | Équipe                                                  | Temps                                                   |
| ------------------------------------------------------- | ------------------------------------------------------- | ------------------------------------------------------- | ------------------------------------------------------- | ------------------------------------------------------- |
| 1er                                                     | Filippo Ganna                                           | Italie                                                  | Ineos Grenadiers                                        | en 21 min 42 s                                          |
| 2e                                                      | Rohan Dennis                                            | Australie                                               | Ineos Grenadiers                                        | + 5 s                                                   |
| 3e                                                      | Brandon McNulty                                         | États-Unis                                              | UAE Emirates                                            | + 15 s                                                  |
| 4e                                                      | João Almeida                                            | Portugal                                                | Deceuninck-Quick Step                                   | + 28 s                                                  |
| 5e                                                      | Tanel Kangert                                           | Estonie                                                 | EF Pro Cycling                                          | + 29 s                                                  |
| 6e                                                      | Thomas De Gendt                                         | Belgique                                                | Lotto-Soudal                                            | + 29 s                                                  |
| 7e                                                      | Josef Černý                                             | Tchéquie                                                | CCC Team                                                | + 33 s                                                  |
| 8e                                                      | Wilco Kelderman                                         | Pays-Bas                                                | Sunweb                                                  | + 41 s                                                  |
| 9e                                                      | Jonathan Castroviejo                                    | Espagne                                                 | Ineos Grenadiers                                        | + 49 s                                                  |
| 10e                                                     | Jan Tratnik                                             | Slovénie                                                | Bahrain-McLaren                                         | + 55 s                                                  |
| modifier                                                |                                                         |                                                         |                                                         |                                                         |

| \| Classement intermédiaire no 3 Col San Martino(km 25,1) \| Classement intermédiaire no 3 Col San Martino(km 25,1) \| Classement intermédiaire no 3 Col San Martino(km 25,1) \| Classement intermédiaire no 3 Col San Martino(km 25,1) \| Classement intermédiaire no 3 Col San Martino(km 25,1) \| \| \| Coureur \| Pays \| Équipe \| Temps \| \| ------------------------------------------------------ \| ------------------------------------------------------ \| ------------------------------------------------------ \| ------------------------------------------------------ \| ------------------------------------------------------ \| \| 1er \| Filippo Ganna \| Italie \| Ineos Grenadiers \| en 30 min 19 s \| \| 2e \| Rohan Dennis \| Australie \| Ineos Grenadiers \| + 18 s \| \| 3e \| Brandon McNulty \| États-Unis \| UAE Emirates \| + 38 s \| \| 4e \| Josef Černý \| Tchéquie \| CCC Team \| + 54 s \| \| 5e \| Tanel Kangert \| Estonie \| EF Pro Cycling \| + 1 min 0 s \| \| 6e \| Thomas De Gendt \| Belgique \| Lotto-Soudal \| + 1 min 0 s \| \| 7e \| João Almeida \| Portugal \| Deceuninck-Quick Step \| + 1 min 10 s \| \| 8e \| Jonathan Castroviejo \| Espagne \| Ineos Grenadiers \| + 1 min 13 s \| \| 9e \| Wilco Kelderman \| Pays-Bas \| Sunweb \| + 1 min 14 s \| \| 10e \| Jan Tratnik \| Slovénie \| Bahrain-McLaren \| + 1 min 30 s \| \| modifier \| \| \| \| \| |                      |            |                       |                |
| Classement intermédiaire no 3 Col San Martino(km 25,1) |                      |            |                       |                |
| | Coureur              | Pays       | Équipe                | Temps          |
| 1er | Filippo Ganna        | Italie     | Ineos Grenadiers      | en 30 min 19 s |
| 2e | Rohan Dennis         | Australie  | Ineos Grenadiers      | + 18 s         |
| 3e | Brandon McNulty      | États-Unis | UAE Emirates          | + 38 s         |
| 4e | Josef Černý          | Tchéquie   | CCC Team              | + 54 s         |
| 5e | Tanel Kangert        | Estonie    | EF Pro Cycling        | + 1 min 0 s    |
| 6e | Thomas De Gendt      | Belgique   | Lotto-Soudal          | + 1 min 0 s    |
| 7e | João Almeida         | Portugal   | Deceuninck-Quick Step | + 1 min 10 s   |
| 8e | Jonathan Castroviejo | Espagne    | Ineos Grenadiers      | + 1 min 13 s   |
| 9e | Wilco Kelderman      | Pays-Bas   | Sunweb                | + 1 min 14 s   |
| 10e | Jan Tratnik          | Slovénie   | Bahrain-McLaren       | + 1 min 30 s   |
| modifier |                      |            |                       |                |

### Points attribués pour le classement par points
| \| Arrivée d'étape Valdobbiadene (km 34,1) \| Arrivée d'étape Valdobbiadene (km 34,1) \| Arrivée d'étape Valdobbiadene (km 34,1) \| Arrivée d'étape Valdobbiadene (km 34,1) \| Arrivée d'étape Valdobbiadene (km 34,1) \| \| --------------------------------------- \| --------------------------------------- \| --------------------------------------- \| --------------------------------------- \| --------------------------------------- \| \| \| Coureur \| Pays \| Équipe \| Point(s) \| \| 1er \| Filippo Ganna \| Italie \| Ineos Grenadiers \| 15 \| \| 2e \| Rohan Dennis \| Australie \| Ineos Grenadiers \| 12 \| \| 3e \| Brandon McNulty \| États-Unis \| UAE Emirates \| 9 \| \| 4e \| Thomas De Gendt \| Belgique \| Lotto-Soudal \| 7 \| \| 5e \| Josef Černý \| Tchéquie \| CCC Team \| 6 \| \| 6e \| João Almeida \| Portugal \| Deceuninck-Quick Step \| 5 \| \| 7e \| Tanel Kangert \| Estonie \| EF Pro Cycling \| 4 \| \| 8e \| Jonathan Castroviejo \| Espagne \| Ineos Grenadiers \| 3 \| \| 9e \| Wilco Kelderman \| Pays-Bas \| Sunweb \| 2 \| \| 10e \| Jan Tratnik \| Slovénie \| Bahrain-McLaren \| 1 \| \| modifier \| \| \| \| \| |                      |            |                       |          |
| Arrivée d'étape Valdobbiadene (km 34,1) |                      |            |                       |          |
| | Coureur              | Pays       | Équipe                | Point(s) |
| 1er | Filippo Ganna        | Italie     | Ineos Grenadiers      | 15       |
| 2e | Rohan Dennis         | Australie  | Ineos Grenadiers      | 12       |
| 3e | Brandon McNulty      | États-Unis | UAE Emirates          | 9        |
| 4e | Thomas De Gendt      | Belgique   | Lotto-Soudal          | 7        |
| 5e | Josef Černý          | Tchéquie   | CCC Team              | 6        |
| 6e | João Almeida         | Portugal   | Deceuninck-Quick Step | 5        |
| 7e | Tanel Kangert        | Estonie    | EF Pro Cycling        | 4        |
| 8e | Jonathan Castroviejo | Espagne    | Ineos Grenadiers      | 3        |
| 9e | Wilco Kelderman      | Pays-Bas   | Sunweb                | 2        |
| 10e | Jan Tratnik          | Slovénie   | Bahrain-McLaren       | 1        |
| modifier |                      |            |                       |          |

### Points attribués pour le classement du meilleur grimpeur
| \| Muro di Ca' del Poggio (km 7,4) 4e catégorie (1,1 km à 11,8%) \| Muro di Ca' del Poggio (km 7,4) 4e catégorie (1,1 km à 11,8%) \| Muro di Ca' del Poggio (km 7,4) 4e catégorie (1,1 km à 11,8%) \| Muro di Ca' del Poggio (km 7,4) 4e catégorie (1,1 km à 11,8%) \| Muro di Ca' del Poggio (km 7,4) 4e catégorie (1,1 km à 11,8%) \| \| ------------------------------------------------------------- \| ------------------------------------------------------------- \| ------------------------------------------------------------- \| ------------------------------------------------------------- \| ------------------------------------------------------------- \| \| \| Coureur \| Pays \| Équipe \| Point(s) \| \| 1er \| Filippo Ganna \| Italie \| Ineos Grenadiers \| 3 \| \| 2e \| Rohan Dennis \| Australie \| Ineos Grenadiers \| 2 \| \| 3e \| Brandon McNulty \| États-Unis \| UAE Emirates \| 1 \| \| modifier \| \| \| \| \| |                 |            |                  |          |
| Muro di Ca' del Poggio (km 7,4) 4e catégorie (1,1 km à 11,8%) |                 |            |                  |          |
| | Coureur         | Pays       | Équipe           | Point(s) |
| 1er | Filippo Ganna   | Italie     | Ineos Grenadiers | 3        |
| 2e | Rohan Dennis    | Australie  | Ineos Grenadiers | 2        |
| 3e | Brandon McNulty | États-Unis | UAE Emirates     | 1        |
| modifier |                 |            |                  |          |

## Classements à l'issue de l'étape

### Classement général
| \| Classement général \| Classement général \| Classement général \| Classement général \| Classement général \| \| Coureur \| Coureur \| Pays \| Équipe \| Temps \| \| ------------------ \| ------------------ \| ------------------ \| --------------------- \| ------------------ \| \| 1er \| João Almeida \| Portugal \| Deceuninck-Quick Step \| 54 h 28 min 09 s \| \| 2e \| Wilco Kelderman \| Pays-Bas \| Team Sunweb \| + 56 s \| \| 3e \| Pello Bilbao \| Espagne \| Bahrain McLaren \| + 2 min 11 s \| \| 4e \| Brandon McNulty \| États-Unis \| UAE Team Emirates \| + 2 min 23 s \| \| 5e \| Vincenzo Nibali \| Italie \| Trek-Segafredo \| + 2 min 30 s \| \| 6e \| Rafał Majka \| Pologne \| Bora-Hansgrohe \| + 2 min 33 s \| \| 7e \| Domenico Pozzovivo \| Italie \| NTT Pro Cycling \| + 2 min 33 s \| \| 8e \| Fausto Masnada \| Italie \| Deceuninck-Quick Step \| + 3 min 11 s \| \| 9e \| Patrick Konrad \| Autriche \| Bora-Hansgrohe \| + 3 min 17 s \| \| 10e \| Jai Hindley \| Australie \| Team Sunweb \| + 3 min 33 s \| |                    |            |                       |                  |
| |                    |            |                       |                  |
| Source : ProCyclingStats |                    |            |                       |                  |
| Classement général |                    |            |                       |                  |
| Coureur | Coureur            | Pays       | Équipe                | Temps            |
| 1er | João Almeida       | Portugal   | Deceuninck-Quick Step | 54 h 28 min 09 s |
| 2e | Wilco Kelderman    | Pays-Bas   | Team Sunweb           | + 56 s           |
| 3e | Pello Bilbao       | Espagne    | Bahrain McLaren       | + 2 min 11 s     |
| 4e | Brandon McNulty    | États-Unis | UAE Team Emirates     | + 2 min 23 s     |
| 5e | Vincenzo Nibali    | Italie     | Trek-Segafredo        | + 2 min 30 s     |
| 6e | Rafał Majka        | Pologne    | Bora-Hansgrohe        | + 2 min 33 s     |
| 7e | Domenico Pozzovivo | Italie     | NTT Pro Cycling       | + 2 min 33 s     |
| 8e | Fausto Masnada     | Italie     | Deceuninck-Quick Step | + 3 min 11 s     |
| 9e | Patrick Konrad     | Autriche   | Bora-Hansgrohe        | + 3 min 17 s     |
| 10e | Jai Hindley        | Australie  | Team Sunweb           | + 3 min 33 s     |

| Classement par points | Classement par points | Classement par points | Classement par points       | Classement par points |
| Coureur               | Coureur               | Pays                  | Équipe                      | Points                |
| --------------------- | --------------------- | --------------------- | --------------------------- | --------------------- |
| 1er                   | Arnaud Démare         | France                | Groupama-FDJ                | 221 pts               |
| 2e                    | Peter Sagan           | Slovaquie             | Bora-Hansgrohe              | 184 pts               |
| 3e                    | João Almeida          | Portugal              | Deceuninck-Quick Step       | 83 pts                |
| 4e                    | Diego Ulissi          | Italie                | UAE Team Emirates           | 77 pts                |
| 5e                    | Filippo Ganna         | Italie                | Ineos Grenadiers            | 66 pts                |
| 6e                    | Patrick Konrad        | Autriche              | Bora-Hansgrohe              | 51 pts                |
| 7e                    | Simon Pellaud         | Suisse                | Androni Giocattoli-Sidermec | 50 pts                |
| 8e                    | Davide Ballerini      | Italie                | Deceuninck-Quick Step       | 40 pts                |
| 9e                    | Álvaro Hodeg          | Colombie              | Deceuninck-Quick Step       | 39 pts                |
| 10e                   | Brandon McNulty       | États-Unis            | UAE Team Emirates           | 37 pts                |

| Classement par points | Classement par points | Classement par points | Classement par points       | Classement par points |
| Coureur               | Coureur               | Pays                  | Équipe                      | Points                |
| --------------------- | --------------------- | --------------------- | --------------------------- | --------------------- |
| 1er                   | Arnaud Démare         | France                | Groupama-FDJ                | 221 pts               |
| 2e                    | Peter Sagan           | Slovaquie             | Bora-Hansgrohe              | 184 pts               |
| 3e                    | João Almeida          | Portugal              | Deceuninck-Quick Step       | 83 pts                |
| 4e                    | Diego Ulissi          | Italie                | UAE Team Emirates           | 77 pts                |
| 5e                    | Filippo Ganna         | Italie                | Ineos Grenadiers            | 66 pts                |
| 6e                    | Patrick Konrad        | Autriche              | Bora-Hansgrohe              | 51 pts                |
| 7e                    | Simon Pellaud         | Suisse                | Androni Giocattoli-Sidermec | 50 pts                |
| 8e                    | Davide Ballerini      | Italie                | Deceuninck-Quick Step       | 40 pts                |
| 9e                    | Álvaro Hodeg          | Colombie              | Deceuninck-Quick Step       | 39 pts                |
| 10e                   | Brandon McNulty       | États-Unis            | UAE Team Emirates           | 37 pts                |

| Classement de la montagne | Classement de la montagne | Classement de la montagne | Classement de la montagne   | Classement de la montagne |
| Coureur                   | Coureur                   | Pays                      | Équipe                      | Points                    |
| ------------------------- | ------------------------- | ------------------------- | --------------------------- | ------------------------- |
| 1er                       | Ruben Guerreiro           | Portugal                  | EF Pro Cycling              | 87 pts                    |
| 2e                        | Giovanni Visconti         | Italie                    | Vini Zabù-Brado-KTM         | 76 pts                    |
| 3e                        | Filippo Ganna             | Italie                    | Ineos Grenadiers            | 48 pts                    |
| 4e                        | Jonathan Castroviejo      | Espagne                   | Ineos Grenadiers            | 45 pts                    |
| 5e                        | Jonathan Caicedo          | Équateur                  | EF Pro Cycling              | 40 pts                    |
| 6e                        | Simon Pellaud             | Suisse                    | Androni Giocattoli-Sidermec | 39 pts                    |
| 7e                        | Matthew Holmes            | Royaume-Uni               | Lotto-Soudal                | 20 pts                    |
| 8e                        | Domenico Pozzovivo        | Italie                    | NTT Pro Cycling             | 20 pts                    |
| 9e                        | Lawrence Warbasse         | États-Unis                | AG2R La Mondiale            | 20 pts                    |
| 10e                       | Kilian Frankiny           | Suisse                    | Groupama-FDJ                | 20 pts                    |

| Classement de la montagne | Classement de la montagne | Classement de la montagne | Classement de la montagne   | Classement de la montagne |
| Coureur                   | Coureur                   | Pays                      | Équipe                      | Points                    |
| ------------------------- | ------------------------- | ------------------------- | --------------------------- | ------------------------- |
| 1er                       | Ruben Guerreiro           | Portugal                  | EF Pro Cycling              | 87 pts                    |
| 2e                        | Giovanni Visconti         | Italie                    | Vini Zabù-Brado-KTM         | 76 pts                    |
| 3e                        | Filippo Ganna             | Italie                    | Ineos Grenadiers            | 48 pts                    |
| 4e                        | Jonathan Castroviejo      | Espagne                   | Ineos Grenadiers            | 45 pts                    |
| 5e                        | Jonathan Caicedo          | Équateur                  | EF Pro Cycling              | 40 pts                    |
| 6e                        | Simon Pellaud             | Suisse                    | Androni Giocattoli-Sidermec | 39 pts                    |
| 7e                        | Matthew Holmes            | Royaume-Uni               | Lotto-Soudal                | 20 pts                    |
| 8e                        | Domenico Pozzovivo        | Italie                    | NTT Pro Cycling             | 20 pts                    |
| 9e                        | Lawrence Warbasse         | États-Unis                | AG2R La Mondiale            | 20 pts                    |
| 10e                       | Kilian Frankiny           | Suisse                    | Groupama-FDJ                | 20 pts                    |

| Classement du meilleur jeune | Classement du meilleur jeune | Classement du meilleur jeune | Classement du meilleur jeune | Classement du meilleur jeune |
| Coureur                      | Coureur                      | Pays                         | Équipe                       | Temps                        |
| ---------------------------- | ---------------------------- | ---------------------------- | ---------------------------- | ---------------------------- |
| 1er                          | João Almeida                 | Portugal                     | Deceuninck-Quick Step        | 54 h 28 min 09 s             |
| 2e                           | Brandon McNulty              | États-Unis                   | UAE Team Emirates            | + 2 min 23 s                 |
| 3e                           | Jai Hindley                  | Australie                    | Team Sunweb                  | + 3 min 33 s                 |
| 4e                           | Tao Geoghegan Hart           | Royaume-Uni                  | Ineos Grenadiers             | + 3 min 44 s                 |
| 5e                           | James Knox                   | Royaume-Uni                  | Deceuninck-Quick Step        | + 7 min 56 s                 |
| 6e                           | Sergio Samitier              | Espagne                      | Movistar Team                | + 15 min 29 s                |
| 7e                           | Aurélien Paret-Peintre       | France                       | AG2R La Mondiale             | + 21 min 24 s                |
| 8e                           | Sam Oomen                    | Pays-Bas                     | Team Sunweb                  | + 26 min 34 s                |
| 9e                           | Attila Valter                | Hongrie                      | CCC Team                     | + 26 min 51 s                |
| 10e                          | Matteo Fabbro                | Italie                       | Bora-Hansgrohe               | + 27 min 16 s                |

| Classement du meilleur jeune | Classement du meilleur jeune | Classement du meilleur jeune | Classement du meilleur jeune | Classement du meilleur jeune |
| Coureur                      | Coureur                      | Pays                         | Équipe                       | Temps                        |
| ---------------------------- | ---------------------------- | ---------------------------- | ---------------------------- | ---------------------------- |
| 1er                          | João Almeida                 | Portugal                     | Deceuninck-Quick Step        | 54 h 28 min 09 s             |
| 2e                           | Brandon McNulty              | États-Unis                   | UAE Team Emirates            | + 2 min 23 s                 |
| 3e                           | Jai Hindley                  | Australie                    | Team Sunweb                  | + 3 min 33 s                 |
| 4e                           | Tao Geoghegan Hart           | Royaume-Uni                  | Ineos Grenadiers             | + 3 min 44 s                 |
| 5e                           | James Knox                   | Royaume-Uni                  | Deceuninck-Quick Step        | + 7 min 56 s                 |
| 6e                           | Sergio Samitier              | Espagne                      | Movistar Team                | + 15 min 29 s                |
| 7e                           | Aurélien Paret-Peintre       | France                       | AG2R La Mondiale             | + 21 min 24 s                |
| 8e                           | Sam Oomen                    | Pays-Bas                     | Team Sunweb                  | + 26 min 34 s                |
| 9e                           | Attila Valter                | Hongrie                      | CCC Team                     | + 26 min 51 s                |
| 10e                          | Matteo Fabbro                | Italie                       | Bora-Hansgrohe               | + 27 min 16 s                |

| Classement par équipes | Classement par équipes | Classement par équipes | Classement par équipes |
| Équipe                 | Équipe                 | Pays                   | Temps                  |
| ---------------------- | ---------------------- | ---------------------- | ---------------------- |
| 1re                    | Ineos Grenadiers       | Royaume-Uni            | 63 h 21 min 41 s       |
| 2e                     | Deceuninck-Quick Step  | Belgique               | + 12 min 58 s          |
| 3e                     | Team Sunweb            | Allemagne              | + 16 min 20 s          |
| 4e                     | Bora-Hansgrohe         | Allemagne              | + 24 min 59 s          |
| 5e                     | Bahrain McLaren        | Bahreïn                | + 41 min 25 s          |
| 6e                     | Movistar Team          | Espagne                | + 52 min 32 s          |
| 7e                     | Trek-Segafredo         | États-Unis             | + 56 min 55 s          |
| 8e                     | Astana                 | Kazakhstan             | + 1 h 06 min 40 s      |
| 9e                     | CCC Team               | Pologne                | + 1 h 07 min 25 s      |
| 10e                    | UAE Team Emirates      | Émirats arabes unis    | + 1 h 15 min 12 s      |

| Classement par équipes | Classement par équipes | Classement par équipes | Classement par équipes |
| Équipe                 | Équipe                 | Pays                   | Temps                  |
| ---------------------- | ---------------------- | ---------------------- | ---------------------- |
| 1re                    | Ineos Grenadiers       | Royaume-Uni            | 63 h 21 min 41 s       |
| 2e                     | Deceuninck-Quick Step  | Belgique               | + 12 min 58 s          |
| 3e                     | Team Sunweb            | Allemagne              | + 16 min 20 s          |
| 4e                     | Bora-Hansgrohe         | Allemagne              | + 24 min 59 s          |
| 5e                     | Bahrain McLaren        | Bahreïn                | + 41 min 25 s          |
| 6e                     | Movistar Team          | Espagne                | + 52 min 32 s          |
| 7e                     | Trek-Segafredo         | États-Unis             | + 56 min 55 s          |
| 8e                     | Astana                 | Kazakhstan             | + 1 h 06 min 40 s      |
| 9e                     | CCC Team               | Pologne                | + 1 h 07 min 25 s      |
| 10e                    | UAE Team Emirates      | Émirats arabes unis    | + 1 h 15 min 12 s      |

## Abandons
- Giulio Ciccone (Trek-Segafredo) : non-partant